# Charles Greywolf
David Vogt (1975. szeptember 5-én született), művésznevén Charles Greywolf, német zenész, lemezproducer és hangmérnök. Leginkább a Powerwolf nevű power metal együttes ritmusgitárosaként ismert.
Berusban Studio Greywolf néven lemezkiadó stúdiót üzemeltet. Felesége Helen Vogt, a Lighthouse in Darkness énekesnője, aki korábban a Flowing Tears tagja volt.

## Karrier
2002-ben David Vogt "El Davide" művésznéven basszusgitárosként csatlakozott a Red Aimhez. 2003-ban Benjamin Bussal együtt megalapította a Powerwolfot. Úgy döntöttek, hogy álneveket vesznek fel, és azok köré háttértörténetet építenek (David Vogt - Charles Greywolf, Benjamin Buss - Matthew Greywolf). Hamarosan csatlakozott hozzájuk a Red Aim többi tagja is. A Flowing Tears zenekarhoz 2007-ben csatlakozott.
Producerként az Autumnblaze, Demon Incarnate, Dying Gorgeous Lies, Gloryful, Godslave, Hammer King, Hatred, InfiNight, Kambrium, Lonewolf, Messenger, No Hope, Noctura, Powerwolf, The Last Supper, Tortuga, Turin Horse, Unchained és Vintundra albumain dolgozott.

## Zenekarok
- Red Aim (2002–2006)
- Powerwolf (2003—napjainkig)
- Flowing Tears (2007–2014)
- Heavatar (2012–2014)

## Diszkográfia

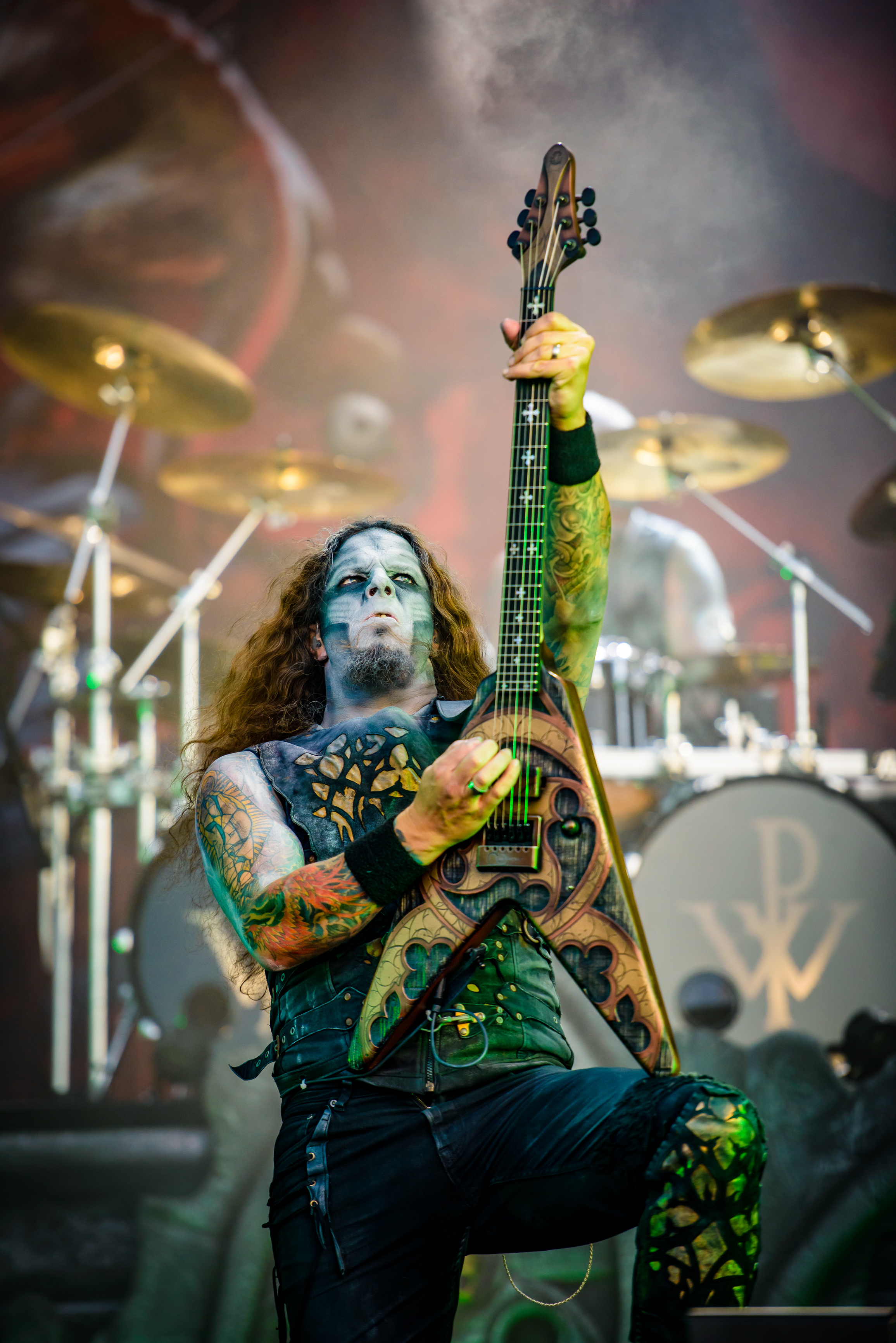
Greywolf a 2019-es Wacken Open Air fesztíválon

### A Powerwolf zenekarral
- Return in Bloodred (2005)
- Lupus Dei (2007)
- Bible of the Beast (2009)
- Blood of the Saints (2011)
- Preachers of the Night (2013)
- Blessed &amp; Possessed (2015)
- The Sacrament of Sin (2018)
- Call of the Wild (2021)
- Interludium (2023)
- Wake Up the Wicked (2024)

### A Flowing Tears zenekarral
- Thy Kingdom Gone (2008)

### A Red Aim zenekarral
- Flesh for Fantasy (2002)
- Niagara (2003)

### A Heavatar zenekarral
- All My Kingdoms (2013)

### Mint gyártó
- Autumnblaze – Every Sun Is Fragile (2013)
- Demon Incarnate – Demon Incarnate (2015)
- Demon Incarnate – Darvaza (2016)
- Dying Gorgeous Lies – The Hunter and the Prey (2019)
- Gloryful – Ocean Blade (2014)
- Gloryful – End of the Night (2016)
- Godslave – Thrashed Volume III (2012)
- Hammer King – Kingdom of the Hammer King (2015)
- Hatred – War of Words (2015)
- Infinight – Like Puppets (2011)
- Kambrium – The Elders' Realm (2016)
- Lonewolf – The Fourth and Final Horseman (2013)
- Lonewolf – Cult of Steel (2014)
- Lonewolf – The Heathen Dawn (2016)
- Lonewolf – Raised on Metal (2017)
- Messenger – Captain's Loot (2015)
- Messenger – Starwolf – Pt. 2: Novastorm (2015)
- No Hope – Beware (2017)
- Noctura – Requiem (2016)
- Noctura – Als Dornröschen mich betrog (2018)
- Powerwolf – Blood of the Saints (2011)
- Powerwolf – Alive in the Night (2012)
- Powerwolf – Preachers of the Night (2013)
- Powerwolf – Blessed & Possessed (2015)
- Powerwolf – The Metal Mass – Live (2016)
- Powerwolf – Metallum Nostrum (2019)
- The Last Supper – Solstice (2013)
- Tortuga – Pirate's Bride (2015)
- Turin Horse – Prohodna (2019)
- Unchained – Code of Persistence (2011)
- Vintundra – Isländskasagor (2012)

## Fordítás
Ez a szócikk részben vagy egészben  a   Charles Greywolf című angol Wikipédia-szócikk ezen változatának fordításán alapul.  Az eredeti cikk szerkesztőit annak laptörténete sorolja fel. Ez a jelzés csupán a megfogalmazás eredetét és a szerzői jogokat jelzi, nem szolgál a cikkben szereplő információk forrásmegjelöléseként.